# Sten Bergman
Sten Bergman (Ransäter, Värmland tartomány, 1895. október 20. – Salem község, 1975. február 19.) svéd zoológus, utazó, író. Számos kutatóutat tett a 20. században Északkelet-Ázsiában, valamint Új-Guineában. Korának egyik legismertebb svéd népszerű tudományos szerzője volt. Több útikönyve megjelent magyarul is.

## Élete és munkássága
Apja, Johan Bergman régészprofesszor és politikus volt. Egyik testvére nyelvész lett. Természettudományi tanulmányait a stockholmi egyetemen (korabeli nevén főiskolán) végezte 1925-ben, ahol később, 1952-ben tiszteletbeli doktori címet is kapott.
1923 után több szakaszban a stockholmi Természettudományi Múzeumban dolgozott különböző tudományos beosztásokban. Pályafutása nagyobb részében azonban nem állt állandó alkalmazásban, hanem alapítványok, adományozók, szponzorok révén finanszírozta kutató tevékenységét, utazásait. Jelentős publikációs tevékenységet is végzett, előadásokat tartott. Rendszeresen szerepelt népszerű tudományos előadásaival a svéd rádió adásaiban, 1954-ben a hallgatók szavazati alapján ő lett a rádió legnépszerűbb előadója.
Leginkább ázsiai expedícióival szerzett nevet magának. 1920-23 között feleségével és néhány tudós társával expedíciót vezetett Kamcsatkába. 1929-30-ban a Kuril-szigeteket járta be. 1948-49-ben, 1952-53-ban és 1956-59-ben Új-Guinea szigetén kutatott. Útjai során foglalkozott a bejárt vidék élővilágával és a helyi népesség jellemzőivel is, de leginkább a madártani és rovartani vizsgálatokat végzett.

## Művei Magyarországon
Kamcsatkai és kuril-szigeteki útjáról a Franklin Kiadónak A Magyar Földrajzi Társaság Könyvtára című sorozatában jelent meg egy-egy kötete. Új-guineai útjáról 1958-ban a Móra Könyvkiadó jelentette meg az egyik beszámolóját.

## Magyarul
- Kamcsatka ősnépei, vadállatai és tűzhányói között; ford. Cholnoky Béla; Franklin, Bp., 1931
- A viharok hazájában. Természettudományos kutatóutazás a Kurili-szigeteken; ford. Cholnoky Béla; Franklin, Bp., 1934 (A Magyar Földrajzi Társaság könyvtára)
- Paradicsommadarak nyomában. Egy új-guineai expedíció története; ford. Vörös Márton; Móra, Bp., 1958

## Elismerései
- Sarkcsillag-rend(wd)[6]
- Vasa-rend(wd)
- Orange-Nassau rend(wd)
- Anders Retzius-ezüstmedál
- Svéd Királyi Tudományos Akadémia Linné-aranyérem
- Johan August Wahlberg-ezüstmedál

A Nils Holgersson-plakett elnevezésű ifjúsági irodalmi díjat 1952-ben nyerte el a Vildar och paradisfåglar (Vadak és paradicsommadarak) című munkájáért.

## Fordítás
- Ez a szócikk részben vagy egészben  a   Sten Bergman című svéd Wikipédia-szócikk ezen változatának fordításán alapul.  Az eredeti cikk szerkesztőit annak laptörténete sorolja fel. Ez a jelzés csupán a megfogalmazás eredetét és a szerzői jogokat jelzi, nem szolgál a cikkben szereplő információk forrásmegjelöléseként.